# Kovalik Balázs
Kovalik Balázs (Budapest, 1969 –) rendező, a Budapesti Őszi Fesztivál művészeti vezetője 2003-tól a fesztivál (CAFe Kortárs Művészeti Fesztivál) átalakulásáig, a Magyar Állami Operaház volt művészeti igazgatója 2010-ig.

## Életpályája
A színpadi pálya kisgyerekkorától fogva vonzotta; egy időben cirkuszi bohócnak is készült. Tanult énekelni, fuvolázni, zongorázni. 1987-től a Nemzeti Színház Színiakadémiáján tanult, majd másfél évi kalocsai katonaság után, 1991-től a Magyar Állami Operaház rendezőasszisztense. 1990-ben részt vett a Holló Színház megalakításában.
A hazai rendezőképzés helyett németországi főiskolákra jelentkezett, és Münchenben felvételt is nyert, ahol 1993-tól volt az August Everding Bayerische Theaterakademie / Hochschule für Musik und Theater München rendező szakos hallgatója. Még főiskolásként, 1995-ben kérték fel Puccini Turandot című operájának színre vitelére a Szegedi Nemzeti Színházban: az előadás óriási visszhangot keltett, éveken át sikerrel játszották.
1997-ben diplomázott, s attól az évtől fogva vezeti a budapesti Liszt Ferenc Zeneművészeti Egyetem opera tanszakát. 2001 után vendégdocens a lipcsei Zeneművészeti Egyetem opera szakán, 2003-tól pedig a berlini Művészeti Egyetem opera szakán.
2012-től a müncheni August Everding Bayerische Theaterakademie Opera/Master tanszék vezetője.

## Rendezései
- Puccini: Turandot – 1995. Szeged / Nemzeti Színház
- Shakespeare: A vihar – 1995. München / Botanischer Garten
- Mozart: A varázsfuvola – 1996. Szeged / Nemzeti Színház
- Szokolay: Vérnász – 1996. München / Prinzregententheater
- Boito: Mefistofele – 1997. München / Prinzregententheater
- Bartók: A kékszakállú herceg vára – 1997. München / Prinzregententheater
- Puccini: Turandot – 1997. Budapest / Magyar Állami Operaház
- Ligeti: Le Grand Macabre – 1998. Budapest / Magyar Állami Operaház
- Rossini: A sevillai borbély – 1998. Szeged / Nemzeti Színház
- Verdi: Simon Boccanegra – 1999. Debrecen / Csokonai Színház
- Presser: Képzelt riport egy amerikai popfesztiválról – 1999. Szeged / Szabadtéri Játékok
- Britten: Peter Grimes – 1999. Budapest / Magyar Állami Operaház
- Puccini: Triptichon – 2000. Szeged / Nemzeti Színház
- Britten: Szentivánéji álom – 2000. Szentendre / Teátrum
- Mozart: Don Giovanni – 2000. Diósgyőr / Diósgyőri Várjátékok
- Bartók: A kékszakállú herceg vára – 2000. Kairó / Cairo Opera House
- Orff: Az okos lány – 2000. Lipcse / Hochschule für Musik
- Bartók: A kékszakállú herceg vára – 2001. Budapest / Magyar Állami Operaház
- Davies: Resurrection – 2001. Budapest / Sziget
- Csajkovszkij: Anyegin – 2001. Schwerin / Mecklenburgisches Staatstheater
- Verdi: Simon Boccanegra – 2002. Szeged / Nemzeti Színház
- Händel: Giustino – 2002. Győr / Régi zsinagóga
- Puccini: Turandot – 2002. Bergen / West Norges Opera
- Puskin: Borisz Godunov – 2002. Budapest / Madách Kamara Színház
- Vajda: Óriáscsecsemő – 2002. Budapest / Bábszínház
- Szokolay: Vérnász – 2003. Budapest / Magyar Állami Operaház
- Britten: A csavar fordul egyet – 2004. Budapest / Magyar Állami Operaház
- Csajkovszkij: Anyegin – 2004. Miskolc / Operafesztivál
- Odüsszeusz Tours – 2005. Budapest / Örkény Színház
- Mozart: Figaro házassága – 2006. Budapest / Millenáris Teátrum
- Mozart: Così fan tutte – 2006. Budapest / Millenáris Teátrum
- Mozart: Don Giovanni – 2006. Budapest / Millenáris Teátrum
- Richard Strauss: Elektra – 2007. Budapest / Magyar Állami Operaház
- Csajkovszkij: Anyegin – 2008. Budapest / Magyar Állami Operaház
- Beethoven: Fidelio – 2008. Budapest / Magyar Állami Operaház
- Händel: Xerxes – 2009. Budapest / Magyar Állami Operaház
- Sári József: Napfogyatkozás – 2009. Budapest / Magyar Állami Operaház
- Eötvös Péter: Die Tragödie des Teufels – 2010. München / Staatsoper
- Puccini: Bohémélet – 2009. München / Prinzregententheater
- Janáček: Kátya Kabanova – 2010. Bonn / Staatsoper
- Boito: Mefistofele – 2010. Budapest / Magyar Állami Operaház
- Prokofjev: A három narancs szerelmese – 2010. Hannover / Staatsoper
- Hasse: Didone abbandonata – 2011. München / Prinzregententheater
- Smetana: Az eladott menyasszony – 2011. Berlin / Staatsoper
- Penderecki: Ludoni ördögök – 2012. Hannover
- Mozart: Figaro házassága – 2012. Braunschweig
- Verdi: A trubadúr – 2012. Nürnberg
- Verdi: Aida – 2013. Zágráb
- Händel: Agrippina – 2013. Gießen
- Michael Obst: Solaris – 2013. München
- Mariotte: Salomé – 2014.München
- Strauss: Die Frau ohne Schatten – 2014. Lipcse
- Britten: Peter Grimes – 2014. München
- Y Soler: L'arbore di Diana – 2015. München
- Händel – Telemann: Ricardo Primo (Der misslungene Brautwechsel) – 2015. Gießen
- Wagner: Der fliegende Holländer – 2015. Budapest
- Verdi: Macbeth – 2016. Bielefeld
- Christian Jost: Die arabische Nacht – 2016. München
- Puccini: Turandot – 2016. Lipcse
- Jonathan Dove: Flight – 2017. München
- Giuseppe Verdi: Aida – 2017. Bergen
- Kálmán Imre: Tatárjárás – 2017. Gießen
- Johann Adolph Hasse: Artaserse – 2018. Bayreuth
- Manfred Tojahn: Was ihr wollt – 2018. Hannover

## Díjai
- 1999 – Üstökös-díj
- 2000 – Érdemes művész
- 2002 – Nádasdy Kálmán-díj
- 2002 – Gundel művészeti díj
- 2002 – Vámos László-díj
- 2003 – A Magyar Köztársasági Érdemrend lovagkeresztje
- 2003 – Kritikusok különdíja: a Borisz Godunovért
- 2006 – Kritikusok különdíja a Mozart-maratonért
- 2008 – AEGON művészeti díj a 2008-as Aegon-díjas költő, Térey János jelöltjeként
- 2014 – Moholy-Nagy Díj